# دوبال‌میوه دایری
دوبال‌میوه دایری (نام علمی: Dipterocarpus dyeri) نام یک گونه از سرده دوبال‌میوه‌ها است.